# Havranec
Havranec este o comună slovacă, aflată în districtul Svidník din regiunea Prešov. Localitatea se află la altitudinea de 385 m deasupra n.m., se întinde pe o suprafață de 7,64 km2 și în 2017 număra 15 locuitori.

## Istoric
Localitatea Havranec este atestată documentar din 1618.

## Demografie
| An:                | 1994 | 2004    | 2014 | 2024    |
| ------------------ | ---- | ------- | ---- | ------- |
| Număr de persoane: | 13   | 10      | 13   | 15      |
| Diferență:         |      | −23,07% | +30% | +15,38% |

| An:                | 2023 | 2024   |
| ------------------ | ---- | ------ |
| Număr de persoane: | 14   | 15     |
| Diferență:         |      | +7,14% |